# Dead Ant
Dead Ant es una película de terror y comedia estadounidense de 2017 dirigida por Ron Carlson, protagonizada por Tom Arnold, Sean Astin, Rhys Coiro, Jake Busey y Leisha Hailey.

## Argumento
Los integrantes de una banda de heavy metal tienen la oportunidad de volver al estrellato cuando son invitados a Coachella. Pero se quedan varados en el desierto y deben luchar por sus vidas contra unas hormigas gigantes.

## Reparto
- Tom Arnold como Danny.
- Sean Astin como Art.
- Rhys Coiro como Pager.
- Jake Busey como Merrick.
- Leisha Hailey como Stevie.
- Michael Horse como «Bigfoot».
- Danny Woodburn como «Firecracker».
- Cameron Richardson como «Love».
- Sydney Sweeney como Samantha «Sam».
- Joi Liaye como Lisa.
- Cortney Palm como Candy.
- Tristan Lake Leabu como víctima en el festival.
- Shevyn Roberts como estrella de rock (sin acreditar).

## Lanzamiento
La película se estrenó en salas limitadas y se estrenó en VOD el 25 de enero de 2019.

## Recepción
Frank Scheck de The Hollywood Reporter calificó la película como «el tipo de esfuerzo que lleva tan fuertemente sus aspiraciones de película de culto en la manga que deberían traer de vuelta los autocines para mostrarla».
Noel Murray, de Los Angeles Times, escribió que Carlson «mueve rápida y hábilmente la historia hacia un final sorprendentemente espectacular», mientras que el elenco «parece que todos se lo están pasando genial», y calificó la película como «"arte bajo" sin disculpas ... pero divertido, a su manera».
Bobby LePire de Film Threat le dio a la película una puntuación de 7/10 y escribió que si bien la película «no es tan exitosa como podría ser», eso no «impide la pura diversión y energía de la producción».
Nick Spacek de Starburst le dio a la película una puntuación de 6/10 y escribió que el verdadero atractivo de la película es «cuando todo el elenco y el equipo hacen todo lo posible para hacer una película sólida, a pesar de las limitaciones presupuestarias, en lugar de poner excusas o encogerse de hombros».